# Halone sinuata
Halone sinuata là một loài bướm đêm thuộc phân họ Arctiinae, họ Erebidae.